# چاقوی قلمی
چاقوی قلمی (انگلیسی: Penknife) یا قلمتراش یک چاقوی کوچک تاشو است. امروزه به صورت یک چاقوی جیبی است که می‌تواند دارای یک تیغه یا چند تیغه باشد و هم برای چند ابزار با ابزارهای اضافی که در کنار آن گنجانده شده است دیده می‌شود.

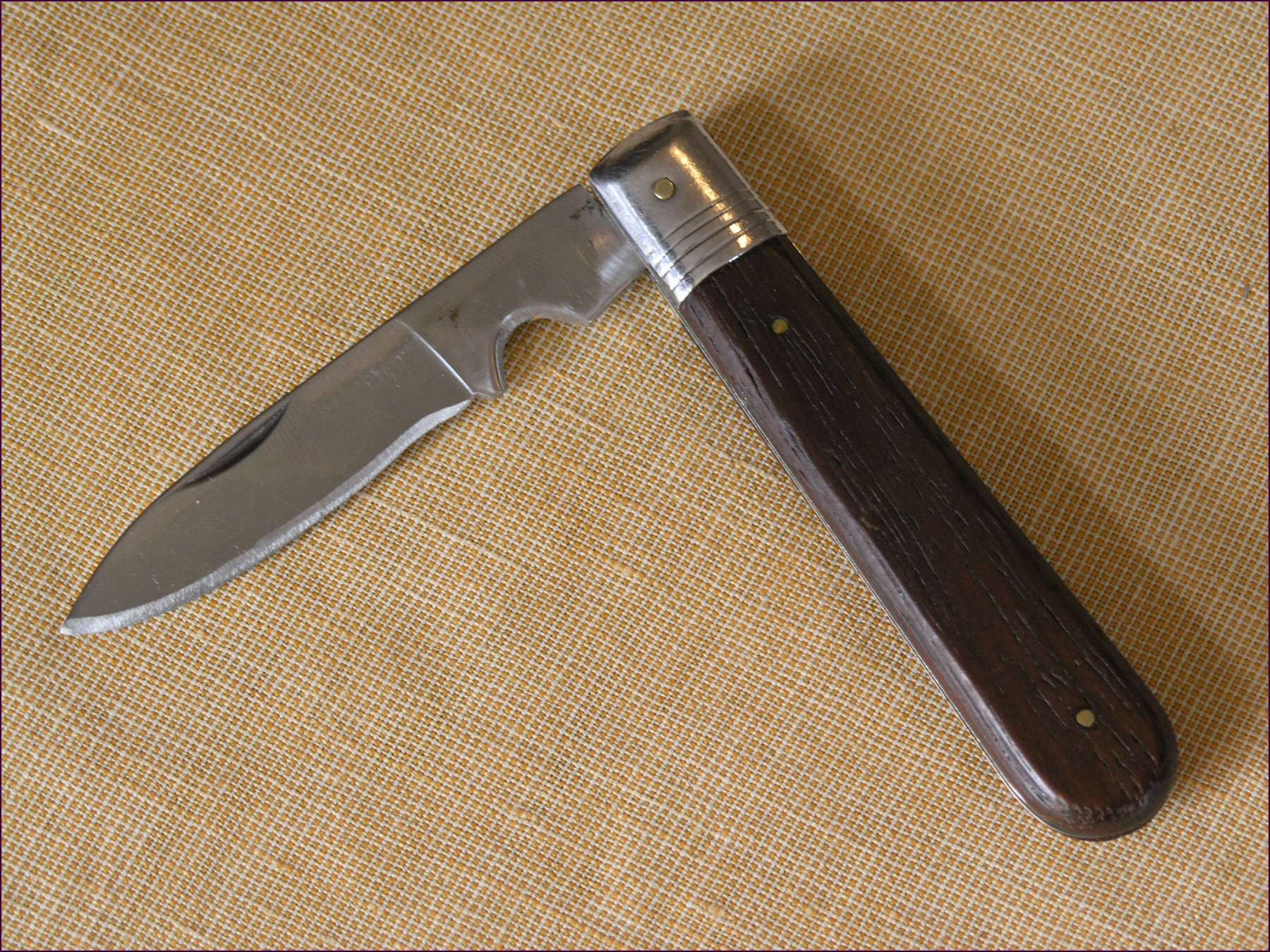
یک چاقوی قلمی